# HMS Warrior (1781)
Pour les autres navires du même nom, voir HMS Warrior.

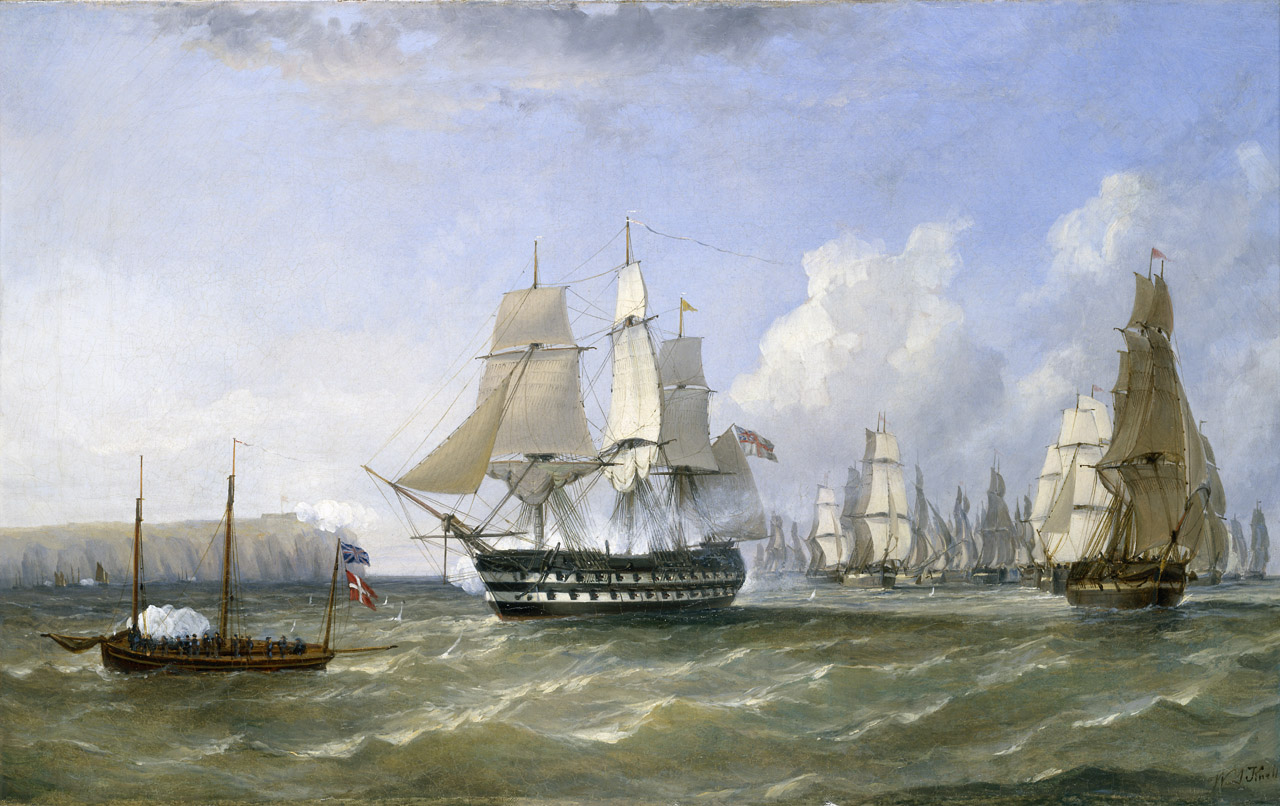
Le HMS Warrior escortant un convoi face à des canonnières danoises en septembre 1807.

Le HMS Warrior est un vaisseau de 74 canons en service actif dans la Royal Navy de 1781 à 1818 puis un ponton jusqu'en 1857. Il participe à la bataille des Saintes pendant la guerre d'indépendance américaine puis à la bataille du cap Finisterre en 1805.

## Conception et construction
Le HMS Warrior est lancé le 18 octobre 1781 à Portsmouth. Il est le quatrième et dernier navire lancé de la classe Alfred (en).

## Service actif
En 1782, il combat lors de la bataille des Saintes.
En 1805, il combat au sein de la flotte de l'amiral Calder à la bataille du cap Finisterre. En décembre, il remorque le HMS Victory de Gibraltar au Spithead.

## Dernières années
Le HMS Warrior est transformé en casernement en 1818 puis en prison flottante en 1840. Il est finalement démoli en 1857.